# Жукова, Людмила Алексеевна
Людми́ла Алексе́евна Жу́кова (род. 19 февраля 1935, Москва) — советский и российский геоботаник, доктор биологических наук, профессор, профессор кафедры ботаники Московского государственного педагогического университета, заведующая кафедрой ботаники, экологии и физиологии растений Марийского государственного университета, исследователь популяционной экологии растений.

## Биография
Родилась в г. Москве. Дед, Николай Алексеевич Жуков, окончил Московское высшее коммерческое училище, был участником I Мировой войны, Георгиевским кавалером. Работал экономистом и бухгалтером в Наркомате иностранных дел, бабушка, Екатерина Михайловна Жукова, работала в реставрационных мастерских Эрмитажа, бухгалтером в Москве. Отец, Алексей Николаевич Жуков, был преподавателем французского языка в Институте иностранных языков и Академии общественных наук, ветераном ВОВ. Воспитывалась бабушкой и дедом.
Во время войны семья оставалась в Подмосковье. Дом в Томилино был поврежден при бомбежке, и семья переехала в пос. Полярник близ г. Раменское. В 1953 г. поступила на факультет естествознания МГПИ им. В. И. Ленина, где ее учителями были А. А. Уранов, Т. А. Работнов, И. Г. и Т. И. Серебряковы. С 1958 г. работает в качестве преподавателя кафедры ботаники МГПИ им. В. И. Ленина. В 1967 г. под руководством А. А. Уранова выполнила и защитила кандидатскую диссертацию «Изменение возрастного состава популяции луговика дернистого на окских лугах».
В 1971 г. становится старшим преподавателем, с 1974 — доцентом. В 1988 г. защищена докторская диссертация «Динамика ценопопуляций луговых растений». С 1990 г. — профессором кафедры ботаники МГПИ. В 1990—1999 гг. являлась заведующей кафедрой ботаники, экологии и физиологии растений Марийского государственного университета. С 1999 г. — профессор той же кафедры, с 2003 г. по 2015 г. — профессор вновь созданной кафедры экологии МарГУ.
Почетный профессор МарГУ (2005), эксперт РАН.
Почетный работник высшего профессионального образования (1999).
Заслуженный деятель науки Российской Федерации (2003).
Академик МАНЭБ, член Нью-Йоркской Академии Наук. Председатель Марийского отделения Русского ботанического общества.

## Научная деятельность
Научная работа началась в студенческие годы с изучения морфологии злаков — луговика дернистого и белоуса торчащего.
В диссертации «Изменение возрастного состава луговика дернистого на окских лугах» была предложена классификация нормальных популяций. В работе были описаны все типы ценопопуляций луговика дернистого в сукцессионных рядах пастбищной дигрессии.
Л. А. Жукова была инициатором исследований популяций многолетних злаков в искусственных ценозах, проводя наблюдения в Московской, Рязанской и Великолукской областях. В результате были составлены таблицы переходов из одного онтогенетического состояния в другое для более 20 модельных видов луговых растений.
Исследователем была разработана классификация циклов воспроизведения растений и грибов, классификация типов онтогенеза, обозначены представления о поливариантности онтогенеза и популяций, которая рассматривается в качестве общебиологической и системной закономерности; создана первая классификация поливариантности онтогенеза. Была предложена методология изучения пространственной структуры ценопопуляций: определение границы скопления по пересечению фитогенных полей краевых особей; размеры минимальных фитогенных полей, расчеты числа перекрытий минимальных фитогенных полей для каждого элемента ценопопуляции; расчеты мощности фитогенного поля как отношение фитомассы элемента к площади МФП. Для использования диапазонных экологических шкал была разработана методика расчета потенциальной и реализованной экологической валентности.
Докторская диссертация «Динамика ценопопуляций луговых растений» обобщила большой фактический материал. В ней был описан онтогенез более 50 видов луговых растений разных биоморф (около трети изученных на тот момент), сформулирована концепция поливариантности онтогенеза, охарактеризованы основные варианты самоподдержания ценопопуляций луговых растений, введены новые динамические характеристики популяций.
В начале 90-х годов Л. А. Жуковой была создана научная школа популяционной экологии растений в Марийском госуниверситете. Она стала преемницей Московской популяционно-онтогенетической школы.

## Основные работы

### Монографии
- Ценопопуляции растений: основные понятия и структура. М.: Наука, 1976. 216 с.
- Ценопопуляции растений: развитие и взаимоотношения. М.: Наука, 1977. 134 с.
- Динамика ценопопуляций. М.: Наука, 1985. 206 с.
- The population structure of vegetation. Handbook of vegetation1985. Dodrecht etc.666 p.
- Ценопопуляции растений (очерки популяционной биологии). М.: Наука, 1988. 92 с. (соавт. Заугольнова Л. Б., Смирнова О. В., Комаров А. С.)
- Популяционная жизнь луговых растений. Йошкар-Ола: Гос. ком. Рос. Федерации по высш. образованию, 1995. 223 с.

### Учебно-методические и справочные издания
- Диагнозы и ключи возрастных состояний луговых растений. 1980—1983. М.: МГПИ. Ч. 1. 1980. 80 c. Ч. 2.1983. 96 с. Ч. 3. 1983. 78 с.
- Биологический энциклопедический словарь. М.: Советская энциклопедия,1986.
- Изучение структуры и взаимоотношений ценопопуляций. М.: МГПИ,1986. 77 с.
- Подходы к изучению популяций и консорций. М.: МГПИ, 1987. 78 с. (соавт. Заугольнова Л. Б., Ермакова И. М.)
- Популяционная экология растений. Йошкар-Ола,1994. 28 с. (соавт. Ведерникова О. П., Смирнова О. В., Торопова Н. А., Евстигнеев О. И.)
- Диагнозы и ключи возрастных состояний злаков. М.: Прометей, 1997. 141 с.
- Высшие растения. Анатомия и морфология. Йошкар-Ола, 2000. 58 с. (соавт. Шестакова Э. В., Ведерникова О. П., Османова Г. О.) Полевой экологический практикум / ред. Л. А. Жукова. Йошкар-Ола, 2000. Ч. 1. 102 с.
- Выдающиеся популяционные экологи и биоморфологи — А. А. Уранов, Т. А. Работнов, И. Г. Серебряков, Т. И. Серебрякова: CD-ROM-диск. Йошкар-Ола,2015. (соавт. Шафранова Л. М., Онипченко В. Г., Зубкова Е. В.)
- Популяционно-онтогенетическое направление в России и ближнем зарубежье / отв. ред. Л. А. Жукова; сост. Л. А. Жукова, Н. М. Державина, И. В. Шивцова. Тверь: ТвГУ, 2018. 440 с.

### Статьи
- Некоторые особенности строения дерновины и сезонных изменений у белоуса торчащего // Сборник студенческих работ. Т. 1. Изд-во МГПИ им. В. И. Ленина Москва, 1959. С. 79-89.
- Белоус торчащий // Биологическая флора Московской области. Т. 1. Издательство МГУ Москва, 1974. С. 6-20.
- Влияние антропогенных факторов на возрастной состав ценопопуляций луговика дернистого в различных географических условиях // Бюллетень Московского общества испытателей природы. Отдел биологический. 1981. Т. 86, № 1. С. 87-100.
- Род Подорожник // Биологическая флора Московской области. Т. 7. Изд-во Моск. ун-та, 1983. С. 188—209.
- Поливариантность онтогенеза луговых растений // Жизненные формы в экологии и систематике растений. МГПИ им. В. И. Ленина Москва, 1986. С. 104—114.
- Основные направления научных исследований в области популяционной ботаники в Марийском государственном университете // Жизнь популяций в гетерогенной среде. Т. 1. Марийский государственный университет Йошкар-Ола, 1998. С. 7-18.
- Многообразие путей онтогенеза в популяциях растений // Экология. 2001. № 3. С. 169—176.
- The concept of ontogenesis polyvariance and modern evolutionary morphology // Biology Bulletin. 2019. Vol. 46. № 1. P. 52-61. (with Notov A. A.)[3][8][9]